# Xenographia adustata
Xenographia adustata là một loài bướm đêm trong họ Geometridae.